# Salazac
Salazac é uma comuna francesa na região administrativa de Occitânia, no departamento de Gard. Estende-se por uma área de 9,98 km². Em 2010 a comuna tinha 188 habitantes (densidade: 18,8 hab./km²).